# Horváth Ferenc (geofizikus)
Horváth Ferenc (Párkány, 1944. március 24. – Budapest, 2018. november 17.) magyar geofizikus, az MTA doktora, egyetemi tanár, az ELTE emeritus professzora. Fő kutatási területe a geodinamika és a szénhidrogén-kutatás, úttörő szerepe volt (Stegena Lajossal és Géczy Barnabással) a Pannon-medence lemeztektonikai modelljének kialakításában. A geodinamika, a neotektonika és a medencefejlődés egyik legelismertebb hazai művelője. Iskolateremtő kutató és oktató, jelenleg is a legidézettebb magyar földtudományi szakember.

## Életpályája
Törökbálinton járt általános iskolába, 1962-ben érettségizett a budapesti József Attila Gimnáziumban, és 1967-ben szerezte meg geofizikusi diplomáját az ELTE Természettudományi Karán.
Első és egyetlen munkahelye ugyanezen egyetem Geofizikai Tanszéke és az itt működő ELTE-MTA kutatócsoport. 1967-től a tanszéken tanársegéd, 1973-tól adjunktus, majd 1974-től 1999-ig kutatói állományban volt: a kutatócsoportban előbb tudományos munkatárs, majd 1988-tól tudományos főmunkatárs. Ismét oktatói státuszba kerülve 1994-ben docens, 1999-ben egyetemi tanár lett. 2000-2008 között a tanszék vezetője. Emellett 2005-ben a TTK átszervezésekor három tanszékcsoportból újonnan megalakult Földrajz- és Földtudományi Intézet első igazgatója is lett, ezt a tisztségét 2007-ig töltötte be. 2013-ban a Geofizikai Tanszék emeritus professzora lett.
1992-ben kollégáival megalapította a Geomega Kft.-t, melynek fő tevékenysége a szénhidrogén-kutatás, emellett mérnökgeofizikai vizsgálatokat is kiterjedten végez. A vállalkozás segítségével az 1989-ben felhagyott penészleki gázmező példáján Horváth professzor bebizonyította, hogy a mérések újraértékelésével és új koncepciók alkalmazásával lehet még potenciális szénhidrogén-lelőhely hazánkban. A magáncég kutatási koncessziót szerezve felkeltette az érdeklődését nagyobb olajvállalatoknak is, így 2006-ban az Ascent [LSE:AST] olajipari cég PetroHungaria Kft. néven közös vállalatot hozott létre a Geomegával a penészleki kutatások folytatására. A cég számos kutatást végzett Horváth professzor geodinamikai, geofizikai és geológiai tanácsadói szerepvállalása mellett.
2018. november 17-én, gyors lefolyású, súlyos betegség következtében elhunyt. Temetése 2018. december 11-én volt, sírja a törökbálinti temetőben található.

## Tudományos fokozatai
- 1970: ELTE egyetemi doktorátus "summa cum laude" minősítéssel
- 1988: A földtudományok kandidátusa
- 1996: Habilitáció az ELTE TTK-n
- 2008: Az MTA akadémiai doktora[10]

## Magánélete
Bátyja Horváth András, a Planetárium igazgatója. Van egy húguk is. Felesége Domján Mária. Két gyereke van.

## Tudományos tevékenysége
Tudományos karrierje kezdetén (még részben hallgatóként) a Ferencz Csaba által vezetett csoport tagjaként űrkutatással, magnetoszféra-kutatással foglalkozott, e témában is jelentek meg publikációi az 1960-as évek végén. Az évtized vége felé fordult az érdeklődése a geodinamika, azaz az akkor kialakulóban lévő lemeztektonika (akkori elnevezéssel „új globális tektonika”) felé. Ösztöndíjasként hosszabb időt tölthetett Keith Runcorn professzor tudományos műhelyében a Newcastle-i Egyetemen.
Hazatérve Stegena Lajossal, Géczy Barnabással és másokkal kidolgozták és nemzetközileg is lepublikálták a Pannon-medence első lemeztektonikai modelljét (1975). Ezt a modellt később más társszerzőkkel (Leigh Royden, Sierd Cloetingh, Tari Gábor, Bada Gábor) többször (1988, 1993, 2008, 2012) felújította, pontosította.
A medencefejlődés, medenceanalízis, kőolajkutatás és néhány további alkalmazott geofizikai módszer témájában (a földtani térinformatika korai szakaszát is beleértve) már a pályája korai szakaszán szoros munkakapcsolatot és barátságot alakított ki Dövényi Péterrel, aki egyre több témában állandó társszerzője (és későbbi vállalkozási tevékenységében pedig partnere) lett. A Geofizikai Tanszéken működő MTA kutatócsoportnak ők ketten képezték a medenceanalízissel és kőolajkutatással foglalkozó csoportjának magját, melyből később meghatározó tudományos műhely fejlődött ki.
A kőolajkutatási és geodinamikai vizsgálatai kapcsán már az 1980-as években új terület iránt kezdett érdeklődni: a neotektonika és recens geodinamika felé is fordult. Ennek a témának gyakorlati vonzata is volt: a nagylétesítmények, elsősorban az atomerőművek földrengésbiztonsági kérdéseit is kutatni kezdte.
Ennek kapcsán a fiatal tektonika vizsgálatára az egyik legjobb geofizikai módszernek tekinthető vízi szeizmikával is intenzíven kezdett foglalkozni. Előbb Pete Simpkin műszerfejlesztővel, később másokkal (Marco Sacchi, Volkhard Spieß, Tóth Tamás) karöltve 1990-es évektől folyamatosan szervezett kiterjedt vízi szeizmikus méréseket a Balatonon (1993-tól), a Dunán (1995-től), a Tiszán (1996-tól) és a Fertő-tavon (2000-től). Ezen eredmények új megvilágításba helyezték a hazai recens tektonikai kutatásokat.

## Oktatási tevékenysége
Főbb oktatott tárgyai: Medenceanalízis, Kőolajkutatás, Földfizika, Alkalmazott földfizika, Geodinamika, A geofizika története. Ezen tárgyak jelentős részét vagy maga vezette be (az osztott képzés bevezetésekor az alapképzésben), vagy lényegesen megreformálta.
Számos szakdolgozat, diplomamunka és doktori dolgozat témavezetője volt.

## Díjai
- 1967: ELTE Eötvös emlékérem diákköri munkáért
- 1968: MGE legjobb első előadói díj
- 1976: MTV Nívódíj tudományos ismeretterjesztésért
- 1977: KFH "A Földtani Kutatás Kiváló Dolgozója" díj
- 1984: Magyar Hidrológiai Társaság szakirodalmi nívódíja
- 1989: A "European Union of Geosciences" tiszteleti tagja
- 1991: Az "Academia Europaea" tagja[11]
- 1992: MTA Akadémiai Díj
- 1994: MGE Egyed László-emlékérem
- 1994: ELTE Tudományos Díj
- 1995: Geological Society of America tiszteleti tagja
- 1997: American Association of Petroleum Geologists, Special Commendation Award
- 1997-2001: Széchenyi Professzori Ösztöndíj
- 2002: A „European Academy of Sciences” tagja
- 2006: „MTA Bolyai János Kutatási Ösztöndíjasok Akadémiai Klubja” tiszteletbeli tagja

## Legfontosabb publikációi
Fontos megjegyzés: Horváth Ferenc az idegen nyelvű cikkeit, előadásait már a korai időktől kezdve Frank Horváth (ill. Frank Horvath) néven jegyezte, és személyét a tudományos világ is ezen a néven ismerte.
- Drahos Dezső, Horváth Ferenc, Tarcsai György (1968): Mesterséges holdak Doppler-görbéinek geodéziai alkalmazása. Geodézia és Kartográfia, 20:335-338.
- Stegena, L., Horváth, F., Ádám, A. (1971): Spreading tectonics investigated by magnetotelluric anisotropy. Nature, 231:442-443.doi:10.1038/231442a0
- Horváth. F. (1974): Application of plate tectonics to the Carpatho-Pannon region; a review. Acta Geologica Academiae Scientiarum Hungaricae, 18(3-4):243-255.
- Stegena Lajos, Géczy Barnabás, Horváth Ferenc (1975): A Pannon-medence késő kainozoós fejlődése. Földtani Közlöny, 105:101-123.
- Stegena, L., Géczy, B., Horváth, F. (1975): Late Cenozoic evolution of the Pannonian basin. Tectonophysics, 26:71-90. doi:10.1016/0040-1951(75)90114-6
- Channell, J.E.T., Horváth, F. (1976): The African/Adriatic promontory as a paleogeographical premise for Alpine orogeny and plate movements in the Carpatho-Balkan region. Tectonophysics, 35:71-101.
- Horváth, F., Dövényi, P., Liebe, P. (1981): Geothermics of the Pannonian basin. Earth Evolution Sci., 1:285-291.
- Royden, L., Horváth, F., Burchfiel,  B.C. (1982): Transform faulting, extension, and subduction in the Carpathian Pannonian region. Geol. Soc. America Bull., 93:717-725.
- Royden LH, Horvath, F. (szerk.): The Pannonian Basin: A Study in Basin Evolution/Book and Maps. Tulsa: American Association of Petroleum Geologists - Hungarian Geological Society, 1988. 394 pp. (AAPG Memoir; 45.)
- Dövényi, P., Horváth, F. (1990): Determination of contemporary crustal stress regime in Hungary. Acta Geod. Geophys. Montan. Hung., 25:257-266.
- Csontos, L., Nagymarosy, A., Horváth, F., Kovač, M. (1992): Tertiary evolution of the Intra-Carpathian area: a model. Tectonophysics, 208:221-241.
- Tari, G., Horváth, F., Rumpler, J. (1992): Styles of extension in the Pannonian Basin. Tectonophysics, 208:203-219.
- Horváth, F. (1993): Towards a mechanical model for the formation of the Pannonian basin. Tectonophysics, 226:333-357.
- Horváth, F., Cloetingh, S.A.P.L. (1996): Stress-induced late stage subsidence anomalies in the Pannonian basin. Tectonophysics, 266:287-300.
- Tóth, T., Vida R., Horváth, F., Simpkin, P. (1997): Shallow-water single and multi-channel seismic profiling in a riverine environment. The Leading Edge, 1691-1695.
- Tóth, T.,Horváth F. (1999): Evidence for Quaternary tectonic activity in the Paks area, Hungary. Acta Geol. Hung., 42(3):327-346.
- Szafián, P., Tari, G., Horváth, F., Cloetingh, S.A.P.L. (1999): Crustal structure of the Alpine-Pannonian transition zone: a combined seismic and gravity study. Int. J. Earth Sci., 88:98-110.
- Bada Gábor, Horváth Ferenc, Tóth László, Tóth Tamás. (2000): Radioaktív hulladékok elhelyezésének szeizmotektonikai problémái. Földt. Közl., 130:585-610.
- Windhoffer Gábor, Bada Gábor, Dövényi Péter, Horváth Ferenc (2001): Új kőzetfeszültség-meghatározások Magyarországon lyukfaldeformációs mérések alapján. Földt. Közl., 131:541-560.
- Fodor, L., Bada, G., Csillag, G., Horváth, E., Ruszkiczay-Rüdiger, Zs., Horváth, F., Cloetingh, S., Palotás, K., Síkhegyi, F., Timár, G. (2005): An outline of neotectonic structures and morphotectonics of the western and central Pannonian basin. Tectonophysics, 410:15-41.
- Timár, G., Sümegi, P., Horváth, F. (2005): Late Quaternary dynamics of the Tisza River: evidence of climatic and tectonic controls. Tectonophysics, 410:97-110. doi:10.1016/j.tecto.2005.06.010
- Szafián, P., Horváth, F. (2006): Crustal structure in the Carpatho-Pannonian region: insights from three-dimensional gravity modelling and their geodynamic significance. Int. J. Earth Sci., 95:50-67. doi:10.1007/s00531-005-0488-x
- Bada, G., Horváth, F. Dövényi, P., Szafián, P., Windhoffer, G., Cloetingh, S.A.P.L. 2007: Present-day stress field and tectonic inversion in the Pannonian Basin. Global and Planetary Change,  58(1-4):165-180. doi:10.1016/j.gloplacha.2007.01.007
- Tari, G., Horváth, F. (2010): Eo-alpine evolution of the Transdanubian Range in the nappe system of the Eastern Alps: Revival of a 15 years old tectonic model. Földtani Közlöny, 140(4):483-510.
- Bada G., Szafián P., Vincze O., Tóth T., Fodor L., Spiess V., Horváth F. (2010): Neotektonikai viszonyok a Balaton keleti medencéjében és tágabb környezetében nagyfelbontású szeizmikus mérések alapján. Földtani Közlöny, 140(4):367-389.
- Dombrádi, E., Sokoutis, D., Bada, G., Cloetingh, S.A.P.L., Horváth, F. (2010): Modelling recent deformation of the Pannonian lithosphere: Lithospheric folding and tectonic topography. Tectonophysics, 484(1-4):103-118. doi:10.1016/j.tecto.2009.09.014